# جون فان نوستراند
جون فان نوستراند (بالإنجليزية: John Van Nostrand)‏ مواليد 17 يوليو 1961 في لونغ آيلند - الوفاة 15 أبريل 1984 في المكسيك، كان لاعب كرة مضرب أمريكي وكان يلعب باليد اليمنى. أعلى تصنيف له في الفردي كان المركز الـ 220 في سنة 1984. أعلى تصنيف له في الزوجي كان المركز الـ 239 في سنة 1984.

## النهائيات

### الزوجي: (1)
| الرقم | السنة | الدورة        | الأرضية | الشريك       | المنافس في النهائي     | النتيجة في النهائي |
| ----- | ----- | ------------- | ------- | ------------ | ---------------------- | ------------------ |
| 1.    | 1984  | برث, أستراليا | عشبية   | برودريك دايك | بيتر كارتر مارك هارتنت | 6–2, 6–3           |

## روابط خارجية
- جون فان نوستراند على موقع رابطة محترفي التنس (الإنجليزية)
- جون فان نوستراند على موقع الاتحاد الدولي لكرة المضرب (الإنجليزية)
- جون فان نوستراند على موقع خلاصة التنس.كوم (الإنجليزية)